# Чоконат Тауншип (округ Сасквеганна, Пенсільванія)
Чоконат Тауншип (англ. Choconut Township) — селище (англ. township) в США, в окрузі Сасквегенна штату Пенсільванія. Населення — 679 осіб (2020).

## Демографія
Згідно з переписом 2010 року, у селищі мешкало 713 осіб у 313 домогосподарствах у складі 207 родин. Було 376 помешкань
Расовий склад населення:
| - 98,6 % — білих - 0,4 % — чорних або афроамериканців - 0,1 % — корінних американців |

До двох чи більше рас належало 0,4 %. Частка іспаномовних становила 0,7 % від усіх жителів.
За віковим діапазоном населення розподілялося таким чином: 17,0 % — особи молодші 18 років, 60,6 % — особи у віці 18—64 років, 22,4 % — особи у віці 65 років та старші. Медіана віку мешканця становила 49,0 року. На 100 осіб жіночої статі у селищі припадало 115,4 чоловіків;  на 100 жінок у віці від 18 років та старших — 115,3 чоловіків також старших 18 років.
Середній дохід на одне домашнє господарство  становив 60 225 доларів США (медіана — 50 192), а середній дохід на одну сім'ю — 71 236 доларів (медіана — 62 969). За межею бідності перебувало 13,9 % осіб, у тому числі 35,2 % дітей у віці до 18 років та 2,7 % осіб у віці 65 років та старших.
Цивільне працевлаштоване населення становило 328 осіб. Основні галузі зайнятості: освіта, охорона здоров'я та соціальна допомога — 27,7 %, виробництво — 12,5 %, будівництво — 11,9 %.